# Mezoregion Puszcz Mazurskich
Mezoregion Puszcz Mazurskich (II.4) – mezoregion przyrodniczo-leśny w Krainie Mazursko-Podlaskiej.
Mezoregion położony jest w północno-wschodniej Polsce w woj. warmińsko-mazurskim. Graniczy z mezoregionami: Pojezierza Mrągowskiego, Wielkich Jezior Mazurskich, Pojezierza Ełckiego, Wysoczyzny Kolneńskiej (Kraina Mazursko-Podlaska), Wzniesień Mławskich, Puszczy Kurpiowskiej (Kraina Mazowiecko-Podlaska), Pojezierza Iławskiego, Pojezierza Brodnickiego, Garbu Lubawskiego (Kraina Bałtycka). Powierzchnia mezoregionu wynosi 4297 km².
Lasy i ekosystemy seminaturalne zajmują ok. 62% powierzchni regionu, z czego same lasy ok. 60% (ok. 2566 km²). 93% powierzchni lasów zarządzanych jest przez Regionalną Dyrekcję Lasów Państwowych w Olsztynie (nadleśnictwa: Stare Jabłonki, Kudypy – część południowo-zachodnia, Jagiełek, Olsztynek – część wschodnia, Nowe Ramuki, Olsztyn – część południowo-zachodnia, Jedwabno – część centralna, Nidzica – część północno-wschodnia, Korpele – część południowo-zachodnia, Szczytno, Wielbark, Przasnysz – cz. północna, Parciaki – część południowo-zachodnia, Myszyniec – część północna, Spychowo, Strzałowo – bez części północnej, Mrągowo – część południowa) oraz Regionalną Dyrekcję Lasów Państwowych w Białymstoku (nadleśnictwa: Maskulińskie – część południowa, Pisz – część centralna, Drygały – część północna, Ełk – część południowo-zachodnia, Nowogród – część północna). We wschodniej części mezoregionu położona jest Puszcza Piska, zaś w zachodniej Puszcza Nidzicka.
Mezoregion położony jest na sandrze o wyrównanej wysokości: od 115 m n.p.m. na południu do 140 m na północy, utworzonym na przedpolu moren fazy pomorskiej zlodowacenia Wisły. Najczęściej występują krajobrazy naturalne równinne i faliste, miejscami glacjalne pagórkowate. Rzadsze są krajobrazy zalewowych den dolin – akumulacyjne, związane z przepływającymi rzekami. W regionie dominują plejstoceńskie piaski i żwiry sandrowe, w większości porośnięte lasami. Na zachodzie znajdują się niewielkie powierzchnie glin zwałowych. W pobliżu granicy z Mezoregionem Garbu Lubawskiego leżą wzgórza kemowe o wysokości do 210 m n.p.m. W regionie położone są liczne jeziora, m.in. Nidzkie, Łańskie, Roś, oraz rzeki, m.in. Omulew, Szkwa, Rozoga i Pisa. Doliny rzek oraz zagłębienia pojeziorne, częstsze we wschodniej części mezoregionu, są wypełnione holoceńskimi piaskami, żwirami, madami rzecznymi, torfami i namułami.
Wśród roślinności dominują śródlądowe bory sosnowe i bory mieszane w odmianie subborealnej, na południu i wschodzie mezoregionu – w podwariancie z dużym udziałem łęgów jesionowo-olszowych i olsów. Na południe i zachód od Olsztyna występują niewielkie obszary borów mieszanych i grądów w odmianie subborealnej oraz borów, borów mieszanych i grądów.